# V Liceum Ogólnokształcące w Bielsku-Białej
V Liceum Ogólnokształcące w Bielsku-Białej – publiczna szkoła ponadpodstawowa, znajdująca się w Bielsku-Białej, przy ul. Józefa Lompy 10. Posiada złotą tarczę jakości szkoły. Potocznie nazywana „Piątką”.

## Historia
Szkoła powstała 2 czerwca 1990 roku. W pierwszym roku szkolnym przyjęto 42 uczniów, w tym 15 laureatów konkursów przedmiotowych. Dołączyło także 42 uczniów klas drugich. W następnym roku przyjęto 3 klasy pierwsze i zainaugurowano sportowy rok szkolny. Szkoła od początku specjalizuje się w kształceniu uczniów o profilu matematyczno-fizyczno-informatycznym.
W 1994 otwarto nowo wybudowaną salę gimnastyczną. W tym samym roku nastąpiła pierwsza wymiana polsko-niemiecka. W 1997 szkoła otrzymała certyfikat Szkół Stowarzyszonych UNESCO.
W 2012 roku szkoła została przeniesiona z budynku przy ulicy Słowackiego 45, w którym mieściła się do tej pory, i przeniosła się na ulicę Józefa Lompy 10. W tym roku otwarto także po raz pierwszy profile inne niż mat-fiz-inf – klasa c posiadała dodatkowo rozszerzony język angielski, natomiast klasa d posiadała rozszerzony język angielski i dodatkowo geografię, zamiast fizyki.
W 2013 budynek szkoły przeszedł termomodernizację, a dwa lata później przeprowadzono remont sali gimnastycznej. W 2017 roku oddano do użytku boisko szkolne.
Uczniowie szkoły odnoszą sukcesy w konkursach matematycznych, informatycznych oraz fizycznych. Średni wynik z matury z matematyki w 2017 roku w szkole wyniósł 94%.

## Dyrektorzy
- 1990–2004 – Kazimierz Polak
- 2004–2018 – Mirosław Frączek
- od 2018 – Marek Myśliński

## Miejsca w rankingach
| Rok  | Miejsce w województwie | Miejsce w kraju | Źródło |
| ---- | ---------------------- | --------------- | ------ |
| 2011 | 1                      | 8               | [ 8 ]  |
| 2012 | 1                      | 16              | [ 8 ]  |
| 2013 | 1                      | 20              | [ 8 ]  |
| 2014 | 1                      | 55              | [ 9 ]  |
| 2015 | 1                      | 21              | [ 10 ] |
| 2016 | 1                      | 22              | [ 11 ] |
| 2017 | 1                      | 26              | [ 12 ] |
| 2018 | 1                      | 19              | [ 13 ] |
| 2019 | 1                      | 13              | [ 14 ] |
| 2020 | 1                      | 20              | [ 15 ] |
| 2021 | 2                      | 21              | [ 16 ] |
| 2022 | 1                      | 14              | [ 17 ] |
| 2023 | 1                      | 30              | [ 18 ] |
| 2024 | 1                      | 23              | [ 19 ] |
| 2025 | 2                      | 42              | [ 20 ] |